# Чайоню-Тепесі
38°12′58″ пн. ш. 39°43′30″ сх. д. / 38.216° пн. ш. 39.725° сх. д.

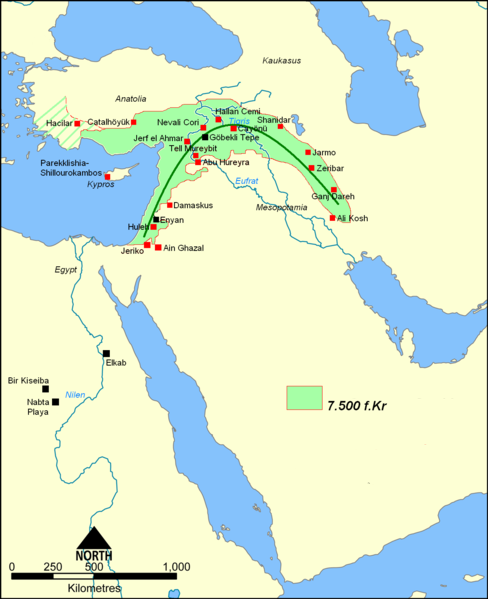
Чайоню-Тепесі серед поселень Родючого Півмісяця Азії

Чайоню́, Чаєню і Чайоню-Тепесі поширені також невірні написання Кайону або Чайону (тур. Çayönü) — неолітичне поселення у Північній Месопотамії (зараз — південно-східна Туреччина), 9200 — 6600 років до н. е. Розташоване за 40 км на північний захід від міста Діярбакир біля підніжжя гір Тавра.

## Археологія
Перші розкопки провів у 1964—1978 роках Роберт Брейдвуд. Розкопки поновилися в 1985—1991 роках. У поселенні виявлено споруди докерамічних культур PPNA та PPNB, а також керамічного неоліту.

## Економіка
За деякими припущеннями Чайоню, можливо, є центром, де людина вперше почала використовувати метал. Знайдені металеві вироби за радіовуглецевим датуванням мають вік — 9200 +200 і 8750 +250 років до н. е.
Чайоню, можливо, є центром, де була вперше одомашнена свиня (Sus scrofa). Місцева дика фауна включала кабанів, овець, кіз та оленів. Ландшафт складався з боліт, очеретових заростей у притоках Тигра, лісостепу з чагарниками мигдалю та фісташки. У степу поблизу гори Каракадаг в околицях Чайоню досі ростуть дикі попередники окультуреної пшениці та інших одомашнених злаків, що складали основу землеробства місцевих племен.